# Sean Harris
Sean Harris (Woodbridge (Suffolk), 1966) is een Brits acteur.

## Biografie
Harris werd geboren in Woodbridge (Suffolk), en groeide op in Norwich. Op drieëntwintigjarige leeftijd verhuisde hij terug naar Londen om drama te studeren aan de Drama Centre London, hier verbleef hij van 1989 tot en met 1992. 
Harris begon in 1994 met acteren in de televisieserie Minder, waarna hij nog meerdere rollen speelde in televisieseries en films. Hij is vooral bekend van zijn rol als Micheletto in de televisieserie The Borgias waar hij in 27 afleveringen speelde (2011-2013). In 2014 speelde hij een rol in de miniserie Southcliffe, met deze rol werd hij beloond met een BAFTA Award in de categorie Beste Acteur in een Hoofdrol. Harris speelde in 2007 mee in een videoclip van Mark Ronson met de single Stop Me. 

## Filmografie

### Films
Uitgezonderd korte films.
- 2022 - The Stranger - als Henry Teague
- 2021 - Spencer - als Darren McGrady
- 2021 - The Green Knight - als koning
- 2020 - The Banishing - als Harry Price
- 2019 - The King - als William Gascoigne
- 2018 - Mission: Impossible – Fallout - als Solomon Lane
- 2018 - Possum - als Philip
- 2016 - Trespass Against Us - als Gordon Bennett
- 2015 - Macbeth - als Macduff
- 2015 - Mission: Impossible – Rogue Nation - als Solomon Lane
- 2014 - Serena - als Campbell
- 2014 - The Goob - als Womack
- 2014 - Deliver Us from Evil - als Santino
- 2014 - '71 - als kapitein Sandy Browning
- 2012 - Prometheus - als Fifield
- 2011 - A Lonely Place to Die - als mr. Kidd
- 2010 - Brighton Rock - als Hale
- 2009 - Harry Brown - als Stretch
- 2009 - Red Riding: In the Year of Our Lord 1974 - als Bob Craven
- 2009 - Red Riding: In the Year of Our Lord 1980 - als Bob Craven
- 2009 - Red Riding: In the Year of Our Lord 1983 - als Bob Craven
- 2009 - Svengali - als Anton Blair
- 2007 - Saxon - als Eddie
- 2007 - Wedding Belles - als Adrian Collins
- 2007 - Outlaw - als Simon Hillier
- 2005 - Isolation - als Jamie
- 2005 - Brothers of the Head - als Nick Sidney
- 2005 - Frozen - als Hurricane Frank
- 2005 - Asylum - als Nick
- 2004 - Creep - als Craig
- 2004 - Trauma - als Roland
- 2002 - Twenty Four Hour Party People - als Ian Curtis
- 2002 - Tom & Thomas - als Kevin
- 2001 - The Discovery of Heaven - als Bart Bork
- 2001 - The Hunt - als Clem Mackie
- 1999 - Jesus - als Thomas

### Televisieseries
Uitgezonderd eenmalige gastrollen.
- 2023 - The Gold - als Gordon Parry - 6 afl.
- 2014 - Jamaica Inn - als Joss Merlyn - 3 afl.
- 2013 - Southcliffe - als Stephen Morton - 4 afl.
- 2011-2013 - The Borgias - als Micheletto - 27 afl.
- 2010 - Five Daughters - als Brian Tobin - 3 afl.
- 2008 - Waking the Dead - als Radovan Sredinic - 2 afl.
- 2008 - Ashes to Ashes - als Arthur Layton - 2 afl.
- 2007 - Cape Wrath - als Ormond - 4 afl.
- 2006 - See No Evil: The Moors Murders - als Ian Brady - 2 afl.
- 1995 - Signs and Wonders - als Carl Maynard - 4 afl.

- Biblioteca Nacional de España: XX4827277
- Bibliothèque nationale de France: cb15528233k (data)
- Gemeinsame Normdatei: 1162863366
- International Standard Name Identifier: 0000 0003 5615 4255
- Library of Congress Control Number: no2010145034
- Nationale Bibliotheek van Tsjechië: xx0209009
- Nationale Bibliotheek van Israël: 987007348047005171
- Nederlandse Thesaurus van Auteursnamen: 370393783
- Système universitaire de documentation: 185618561
- Virtual International Authority File: 178276218
- WorldCat: E39PBJgHcpBWBfFbTRxJBvppT3